# 선룽진

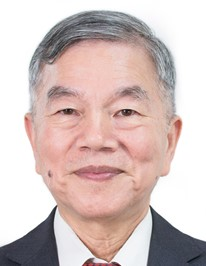
선룽진

선룽진(중국어 정체자: 沈榮津, 병음: Shên Róngjīn, 한자음: 심영진, 1951년 7월 27일 ~ )은 대만의 경제 관료, 정치가이다. 2017년부터 경제부장(장관)을 맡고 있다. 코로나19 사태 당시 마스크 국내 증산을 단기간에 실현한 것으로 유명하다. 2020년 6월부터 천치마이의 뒤를 이어 중화민국 행정원부원장에 취임했다.

## 생애
1951년 타이난현 농가의 아들로 태어났다. 고교 졸업 후 의료기관에서 전기공사 일을 했다. 이후 낮에는 전문대에 다니면서 밤에는 일을 하기도 했다. 전문대에 다닐 때에는 학교 실험실과 옥상 사이 공간에서 살았다. 기업을 거쳐 경제부에 들어간 뒤 2017년 8월15일 정전 사고 책임을 지고 장관이 물러나면서 장관이 됐다.

## 같이 보기
- 중화민국 행정원부원장